# Marion Rung
Marion Rung (née le 7 décembre 1945 à Helsinki) est une chanteuse finlandaise d'origine russe et juive.

## Biographie
En 1961, elle commence sa carrière avec les titres Schlager Tipi-tii et El bimb. Elle représente deux fois la Finlande au Concours Eurovision de la chanson, en 1962 et en 1973.
Après sa dernière participation à l'Eurovision, Marion Rung enregistre plusieurs singles en Allemagne entre 1975 et 1979 ainsi qu'un album à Londres. Elle revient par la suite en Finlande et poursuit sa carrière dans son pays natal.
Elle participe à plusieurs reprises au Festival de Sopot (Concours Intervision de la chanson)  et le remporte en 1974 et en 1980.
En 2000, elle s'associe avec Katri Helena, Paula Koivuniemi et Lea Laven pour une tournée en Finlande intitulée Leidit Lavalla (« Les dames sur scène »).

## Distinctions
- Iskelmä-Finlandia, 2002